# Odontophrynus achalensis
Odontophrynus achalensis är en groddjursart som beskrevs av di Tada, Barla, Martori och José Miguel Cei 1984. Odontophrynus achalensis ingår i släktet Odontophrynus och familjen Cycloramphidae. IUCN kategoriserar arten globalt som sårbar. Inga underarter finns listade i Catalogue of Life.